# Woldmaria
Woldmaria es un género de hongos en la familia Niaceae. El género es monotípico, su única especie Woldmaria filicina, se encuentra en Europa y América del Norte. Woldmaria fue descrito en 1961 por William Bridge Cooke 1961, con Woldmaria crocea como la especie tipo; posteriormente fue transferido al sinónimo  W. filicina.